# Pôle métropolitain Nîmes-Alès
Le pôle métropolitain Nîmes-Alès est une structure intercommunale, créée en 2012, qui rassemble les communautés d'agglomération de Nîmes et d'Alès. 

## Caractéristiques
Le pôle métropolitain Nîmes-Alès comptait 315 000 habitants et 77 communes à sa création. Il réunit les 2 plus grandes villes du Gard, mais a vocation, à terme, de s'étendre dans les départements voisins, vers les villes de Montpellier, Avignon et Arles.
Il regroupe à présent les 110 communes des communautés d'agglomération de Nîmes et d'Alès.

## Compétences
Le pôle métropolitain Nîmes-Alès dispose des compétences suivantes:
- Transport
- Développement économique
- Enseignement supérieur
- Desserte du territoire en très haut débit
- Approvisionnement en eau
- Santé et mise en réseau des hôpitaux

## Composition
1. Alès
2. Anduze
3. Aujac
4. Bagard
5. Bernis
6. Bezouce
7. Boisset-et-Gaujac
8. Bonnevaux
9. Boucoiran-et-Nozières
10. Bouillargues
11. Branoux-les-Taillades
12. Brignon
13. Brouzet-lès-Alès
14. Cabrières
15. Caissargues
16. La Calmette
17. Castelnau-Valence
18. Caveirac
19. Cendras
20. Chambon
21. Chamborigaud
22. Clarensac
23. Concoules
24. Cruviers-Lascours
25. Deaux
26. Dions
27. Domessargues
28. Euzet
29. Fons
30. Gajan
31. Garons
32. Générac
33. Générargues
34. Génolhac
35. La Grand-Combe
36. Lamelouze
37. Langlade
38. Laval-Pradel
39. Lédenon
40. Lézan
41. Les Mages
42. Manduel
43. Marguerittes
44. Martignargues
45. Le Martinet
46. Massanes
47. Massillargues-Attuech
48. Mauressargues
49. Méjannes-lès-Alès
50. Mialet
51. Milhaud
52. Mons
53. Montagnac
54. Monteils
55. Montignargues
56. Moulézan
57. Ners
58. Nîmes
59. Les Plans
60. Portes
61. Poulx
62. Redessan
63. Ribaute-les-Tavernes
64. Rodilhan
65. Rousson
66. La Rouvière
67. Saint-Bauzély
68. Saint-Bonnet-de-Salendrinque
69. Saint-Césaire-de-Gauzignan
70. Saint-Chaptes
71. Saint-Christol-lez-Alès
72. Saint-Côme-et-Maruéjols
73. Saint-Dionisy
74. Saint-Étienne-de-l'Olm
75. Saint-Florent-sur-Auzonnet
76. Saint-Geniès-de-Malgoirès
77. Saint-Gervasy
78. Saint-Gilles
79. Saint-Hilaire-de-Brethmas
80. Saint-Hippolyte-de-Caton
81. Saint-Jean-de-Ceyrargues
82. Saint-Jean-de-Serres
83. Saint-Jean-de-Valériscle
84. Saint-Jean-du-Gard
85. Saint-Jean-du-Pin
86. Saint-Julien-de-Cassagnas
87. Saint-Julien-les-Rosiers
88. Saint-Just-et-Vacquières
89. Saint-Mamert-du-Gard
90. Saint-Martin-de-Valgalgues
91. Saint-Maurice-de-Cazevieille
92. Saint-Paul-la-Coste
93. Saint-Privat-des-Vieux
94. Saint-Sébastien-d'Aigrefeuille
95. Sainte-Anastasie
96. Sainte-Cécile-d'Andorge
97. Sainte-Croix-de-Caderle
98. Salindres
99. Les Salles-du-Gardon
100. Sauzet
101. Sénéchas
102. Sernhac
103. Servas
104. Seynes
105. Soustelle
106. Thoiras-Corbès
107. Tornac
108. Vabres
109. La Vernarède
110. Vézénobres